# In the Flat Field
In the Flat Field – pierwszy album grupy muzycznej Bauhaus, wydany w 1980 roku przez wytwórnię 4AD.

## Lista utworów
1. "Double Dare" – 4:54
2. "In the Flat Field" – 5:00
3. "God in an Alcove" – 4:08
4. "Dive" – 2:13
5. "Spy in the Cab" – 4:31
6. "Small Talk Stinks" – 3:35
7. "St. Vitus Dance" – 3:31
8. "Stigmata Martyr" – 3:46
9. "Nerves" – 7:06

### Reedycja albumu
1. "Dark Entries" – 3:52
2. "Double Dare" – 4:54
3. "In the Flat Field" – 5:00
4. "God in an Alcove" – 4:08
5. "Dive" – 2:13
6. "Spy in the Cab" – 4:31
7. "Small Talk Stinks" – 3:35
8. "St. Vitus Dance" – 3:31
9. "Stigmata Martyr" – 3:46
10. "Nerves" – 7:06
11. "Telegram Sam" – 2:11 (Originally by T. Rex)
12. "Rosegarden Funeral of Sores" – 5:34 (Originally by John Cale)
13. "Terror Couple Kill Colonel" – 4:21
14. "Scopes" – 1:34
15. "Untitled" – 1:27
16. "God in an Alcove" – 4:09
17. "Crowds" – 3:15
18. "Terror Couple Kill Colonel (remix)" – 4:32